# Поколение романтиков
«Поколение романтиков» (кит. 风流一代) — художественный фильм китайского режиссёра Цзя Чжанке с Чжао Тао в главной роли. Премьера картины состоялась в мае 2024 года на Каннском кинофестивале, в рамках основной программы.

## Сюжет
Главные герои фильма — жители маленького города на севере Китая Цяоцяо и Го Бин, которые любят друг друга и в течение 20 лет разлучаются и снова встречаются.

## В ролях
- Чжао Тао — Цяоцяо
- Ли Чжубинь — Го Бин
- Чжоу Ю
- Сюй Чанчу
- Лань Чжоу
- Мао Тао
- Цзяньлинь Пань

## Релиз и восприятие
Премьера фильма состоялась в мае 2024 года на Каннском кинофестивале, в рамках основной программы. 
На Rotten Tomatoes фильм имеет рейтинг одобрения 100% на основе 18 рецензий со средней оценкой 7/10. Российский кинокритик Тамара Ходова охарактеризовала «Поколение романтиков» как «какое-то торжество самоповторов». Для Дарьи Тарасовой это «очень выдержанная (местами чуть тягомотная) драма про женщину, которая десятилетиями пытается разыскать потерянного возлюбленного», интересная главным образом тем, что показывает изменения в китайском обществе на протяжении 20 лет.